# コンドロ
コンドロ（イタリア語: Condrò, シチリア語: Cundrò）は、イタリア共和国シチリア州メッシーナ県にある、人口約500人の基礎自治体（コムーネ）。

## 地理

### 位置・広がり
メッシーナ県のコムーネ。県都メッシーナから西へ20kmの距離にある。

#### 隣接コムーネ
隣接するコムーネは以下の通り。
- グアルティエーリ・シカミノ
- パーチェ・デル・メーラ
- サン・ピエール・ニチェート